# Sekulární náboženství
Sekulární náboženství může mít více podob a definic.
Může se jednat o souhrn projevů tzv. implicitního náboženství se zdroji v jevech a fenoménech na první pohled zcela sekulárních a nevyvolávajících náboženskou potřebu, jako je například sport. Obecně se považuje za projev postmoderny. Společenská funkce náboženství je tak zde naplňována různými způsoby v její integraci, společným jazykem aj., prostředky odpovídajícími na aktuální otázky. Tak se v 19. století jednou z podob sekulárního náboženství mohla stát věda.